# Szambir
Szambir (ukránul: Самбір, lengyelül: Sambor) város Ukrajna Lvivi területén. A Szambiri járás székhelye.

## Történelme
A települést először a 13. században említik meg, amikor elpusztították a tatárok. Később a lakosság alapított egy új falut az eredeti helyétől 2 km-re, melyet Új Szambirnak nevezett el. 1419. június 5-én II. Ulászló lengyel király fából építtetett ott egy várat. 1448-ban a tatárok ismét elpusztították a várost, és I. János lengyel király elengedte az adót. 1637-ben a város leégett s vele együtt a templom is. Két híres kozák, Petro Szahajdacsnij és Jurij Kolcsickij született a várostól 7 km-re, Kulchytsi-ban. Petro Szahajdacsnij nagy szerepet játszott a chocimi csatában, illetve ő vezetett egy nagy kozák haderőt a Moszkvánál vívott harcokba. 1772-ben hozzácsatolták az Habsburg Birodalomhoz, Lengyelország felosztásakor, része is maradt 1918-ig amikor a lengyel–ukrán konfliktus után Nyugat-Galícia a Második Lengyel Köztársaság része lett. Később Lengyelország megszállásakor (1939-ben) a területet a Szovjetunió bekebelezte. 1941–1944 között a város német megszállás alá került, majd a második világháború után Ukrajnát az Ukrán SZSZK néven hozzácsatolták a Szovjetunióhoz. 1991-ben a Szovjetunió felbomlásakor Ukrajna elnyerte függetlenségét.

## Testvértelepülések
- Szlovjanszk, Ukrajna
- Brzozów, Lengyelország
- Kostrzyn nad Odrą, Lengyelország
- Oświęcim, Lengyelország